# Мария-Евгения Иисуса
Святая Мария-Евгения Иисуса (Мари-Эжени де Иисус; фр. Marie-Eugénie de Jésus), урожд. Анна-Эжени Мильяре де Бру (фр. Anne-Eugénie Milleret de Brou; 25 августа 1817, Мец — 10 марта 1898[…], Отёй, XVI округ Парижа) — французская монахиня, основательница конгрегации «Сёстры Успения».
Мария-Евгения Иисуса не планировала посвящать свою жизнь Богу вплоть до Первого Причастия, которое внезапно открыло ей глаза на своё истинное призвание, превратив в благочестивого и проницательного человека; также неожиданно на неё подействовала проповедь, которая побудила её основать новый орден «Сёстры Успения», посвящённого образованию бедных. На её пути было немало испытаний испытаний, и ряд осложнений не позволил ордену получить полное папское одобрение, в том числе из-за смертей многих последователей от туберкулёза в начале деятельности ордена. На 2019 год конгрегация насчитывает 1200 монахинь, а обители ордена есть в 35 странах мира.
Беатифицирована 9 февраля 1975 года папой Павлом VI, канонизирована 3 июня 2007 года папой Бенедиктом XVI.
День памяти — 10 марта.